# Čierna Lutiša
Čierna Lutiša je přírodní rezervace v katastrálním území obce Lutiše v okrese Žilina v Žilinském kraji na Slovensku. Území bylo vyhlášeno v roce 1972 a jeho rozloha je 26,35 hektaru. Předmětem ochrany je ojedinělý pozůstatek klimaxových společenstev ve flyšové oblasti Kysucké vrchoviny.